# Yap Kim Hock
Yap Kim Hock (Muar, Johor állam, 1970. július 2. –) olimpiai ezüstérmes maláj tollaslabdázó, edző.

## Pályafutása
1996-ban a XXVI. nyári olimpiai játékokon Atlantában, a tollaslabda férfi páros mezőnyében – Cheah Soon Kittel az oldalán – ezüstérmet szerzett, és ezzel a teljesítményükkel Malajzia történetének első olimpiai ezüstérmét szerezték meg. Négy évvel később Atlantában, a második kört követően – a dél-koreai párostól vereséget szenvedve – kiestek a párosok mezőnyéből.
Miután visszavonult a versenyzéstől edzőként folytatta tovább, előbb a felnőtt tollaslabda válogatott vezetőedzőjeként, később a junior fiúcsapatot trenírozta.